# Borovnice u Českých Budějovic

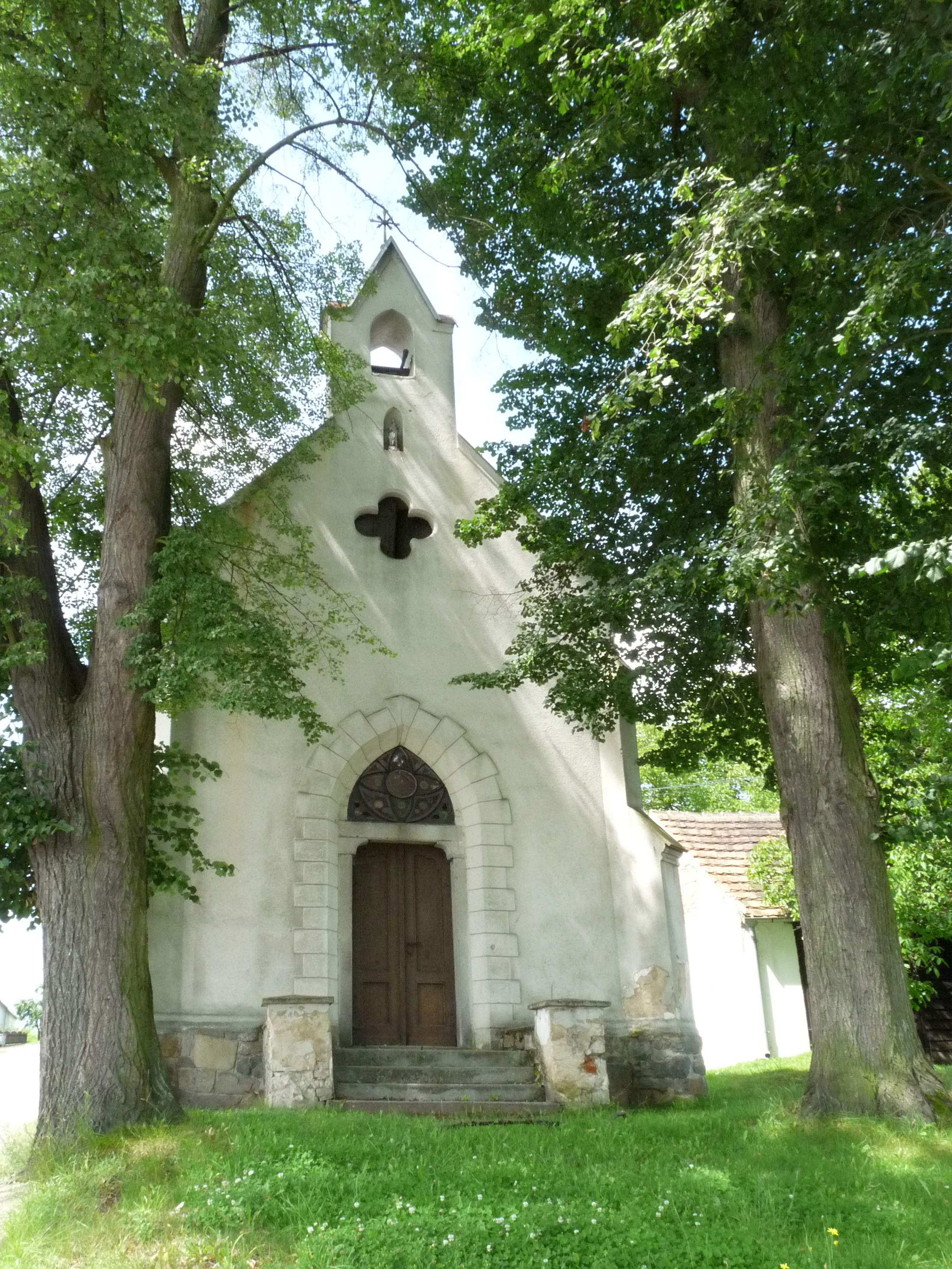
Kapelle der Jungfrau Maria

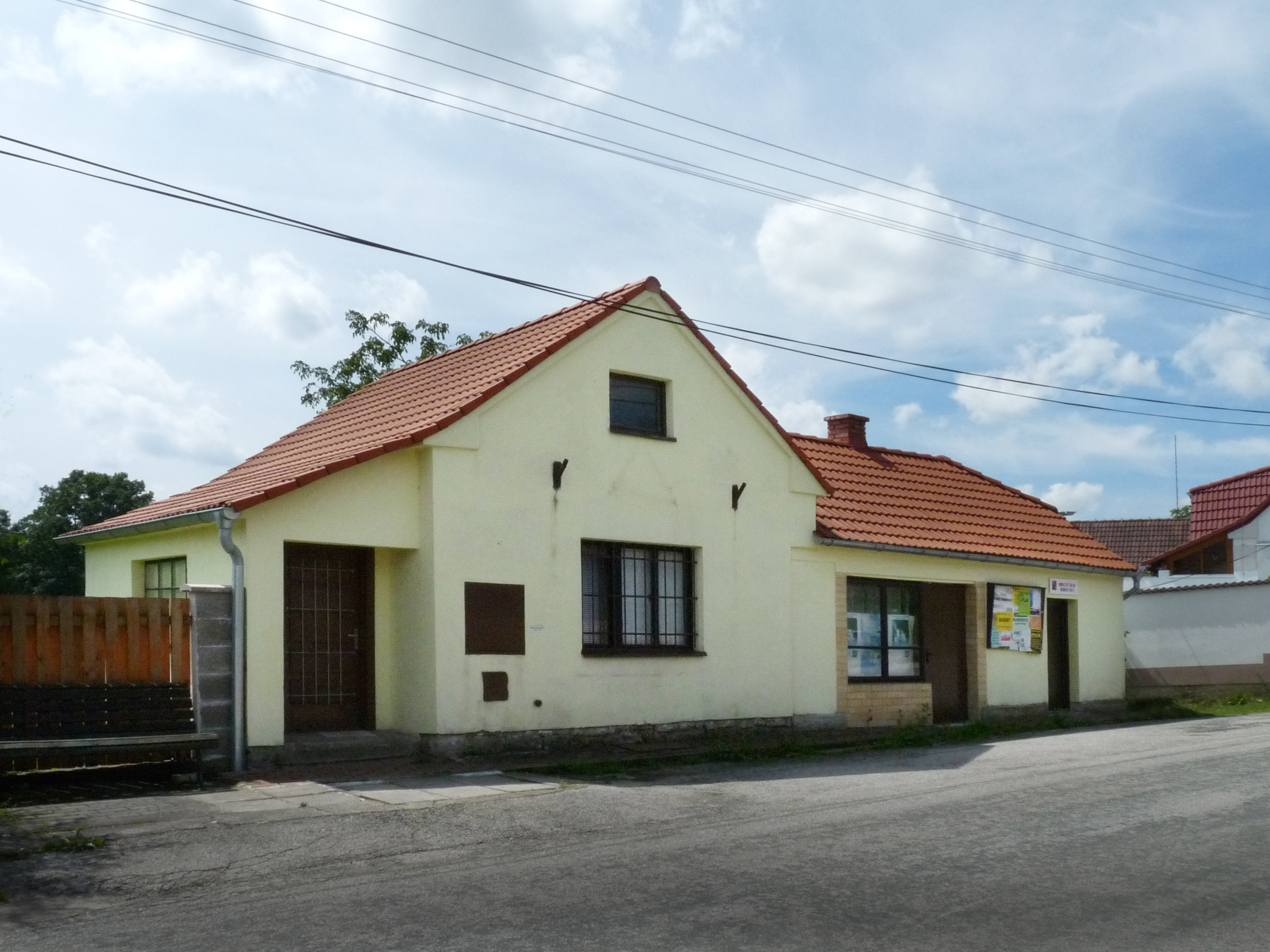
Gemeindeamt

Borovnice (deutsch Borownitz) ist eine Gemeinde in Tschechien. Sie liegt acht Kilometer südöstlich des Stadtzentrums von Budweis in Südböhmen und gehört zum Okres České Budějovice.

## Geographie
Borovnice befindet sich im Süden der Lischauer Schwelle (Lišovský práh) am Übergang zum Vorland des Gratzener Berglandes. Das Dorf liegt rechtsseitig des Baches Zborovský potok gegenüber der Einmündung des Strážkovický potok. Südöstlich erhebt sich der Strážkovický vrch (558 m), im Süden die Střížovská planá hora bzw. Planá (514 m) und nordwestlich der Zlatý jelen (478 m). Östlich liegt der Teich Šanderák. Nördlich des Dorfes verläuft die Bahnstrecke České Velenice–České Budějovice, der nächste Bahnhof ist Nová Ves u Českých Budějovic.
Nachbarorte sind Nedabyle im Norden, Nová Ves und U Zajíčků im Nordosten, Nováček, Trocnov und Paseka im Osten, Strážkovice und Lomec im Südosten, U Chárů, Žárský, Zahrádka und Střížov im Süden, Doudleby, Hastrman und Plav im Südwesten, Heřmaň im Westen sowie Lorenc und Vidov im Nordwesten.

## Geschichte
Belege einer frühzeitlichen Besiedlung stellen die aus der Bronzezeit stammenden Hügelgräber im Panský les dar. Die erste schriftliche Erwähnung des Dorfes Borowniczie erfolgte im Jahre 1383. Besitzer waren die Vladiken von Borownicz, die einen Striegel im Wappen führten. Zu Beginn des 16. Jahrhunderts erwarben die Herren von Rosenberg das Gut und schlugen es ihrer Herrschaft Krumau zu. Im Jahre 1602 verkaufte Peter Wok von Rosenberg die Herrschaft an Kaiser Rudolf II. Nachfolgende Besitzer waren ab 1622 die Eggenberger und ab 1719 die Fürsten zu Schwarzenberg. Im Jahre 1840 bestand Borownitz / Borownice aus 13 Häusern mit 117 Einwohnern und war nach Driesendorf eingepfarrt. Unterhalb des Dorfes wurde am Zborovský potok eine Rustikalmühle betrieben, die sich lange Zeit im Besitz der Müllerfamilie Sezemský befand. Der Ort war als Exklave vom Stiftsgut Komařice und der Herrschaft Wittingau umgeben. Bis zur Mitte des 19. Jahrhunderts blieb das Dorf immer der Herrschaft Krumau untertänig.
Nach der Aufhebung der Patrimonialherrschaften bildete Borovnice / Borownitz ab 1850 einen Ortsteil der Gemeinde Nová Ves/Neudorf in der Bezirkshauptmannschaft Budějovice/Budweis. 1869 nahm die Kaiser Franz Josephs-Bahn auf der Bahnstrecke Budweis – Gmünd den Betrieb auf. Im Jahre 1910 hatte das Dorf 144 tschechischsprachige Einwohner. 1931 löste sich Borovnice von Nová Ves los und bildete eine eigene Gemeinde. Während der deutschen Besetzung wurde Borovnice 1943 nach Střížov zwangseingemeindet, dies wurde 1945 nach dem Ende des Zweiten Weltkriegs wieder aufgehoben. Am 12. Juni 1960 erfolgte die Eingemeindung nach Heřmaň und am 14. Juni 1964 mit diesem zusammen nach Nedabyle. Nach einem Referendum löste sich Borovnice am 24. November 1990 wieder von Nedabyle los und bildet seither eine eigene Gemeinde.

## Gemeindegliederung
Für die Gemeinde Borovnice sind keine Ortsteile ausgewiesen. Zu Borovnice gehören die Einschichten U Chárů und Žárský. Grundsiedlungseinheiten sind Borovnice und U Nové Vsi.

## Bevölkerungsentwicklung
| Jahr      | 1869 | 1880 | 1890 | 1900 | 1910 | 1921 | 1930 | 1950 | 1961 | 1970 | 1980 | 1991 | 2001 | 2011 | 2021 |
| --------- | ---- | ---- | ---- | ---- | ---- | ---- | ---- | ---- | ---- | ---- | ---- | ---- | ---- | ---- | ---- |
| Einwohner | 118  | 118  | 118  | 126  | 144  | 151  | 124  | 107  | 139  | 125  | 88   | 86   | 92   | 110  | 150  |

## Sehenswürdigkeiten
- Neogotische Kapelle der Jungfrau Maria auf dem Dorfplatz, erbaut 1898 auf Veranlassung des Bauern Bohuslav Martin Kozmich[9]
- Nischenkapelle vor dem Haus Nr. 19
- Nischenkapelle am Abzweig nach Nová Ves, nördlich des Dorfes
- Gehöfte Nr. 1, 10, 15 und 23 im südböhmischen Bauernbarockstil
- Hügelgräber aus der Bronzezeit, nordwestlich des Dorfes auf der Kuppe im Wald Panský les